# Caitlin Wood

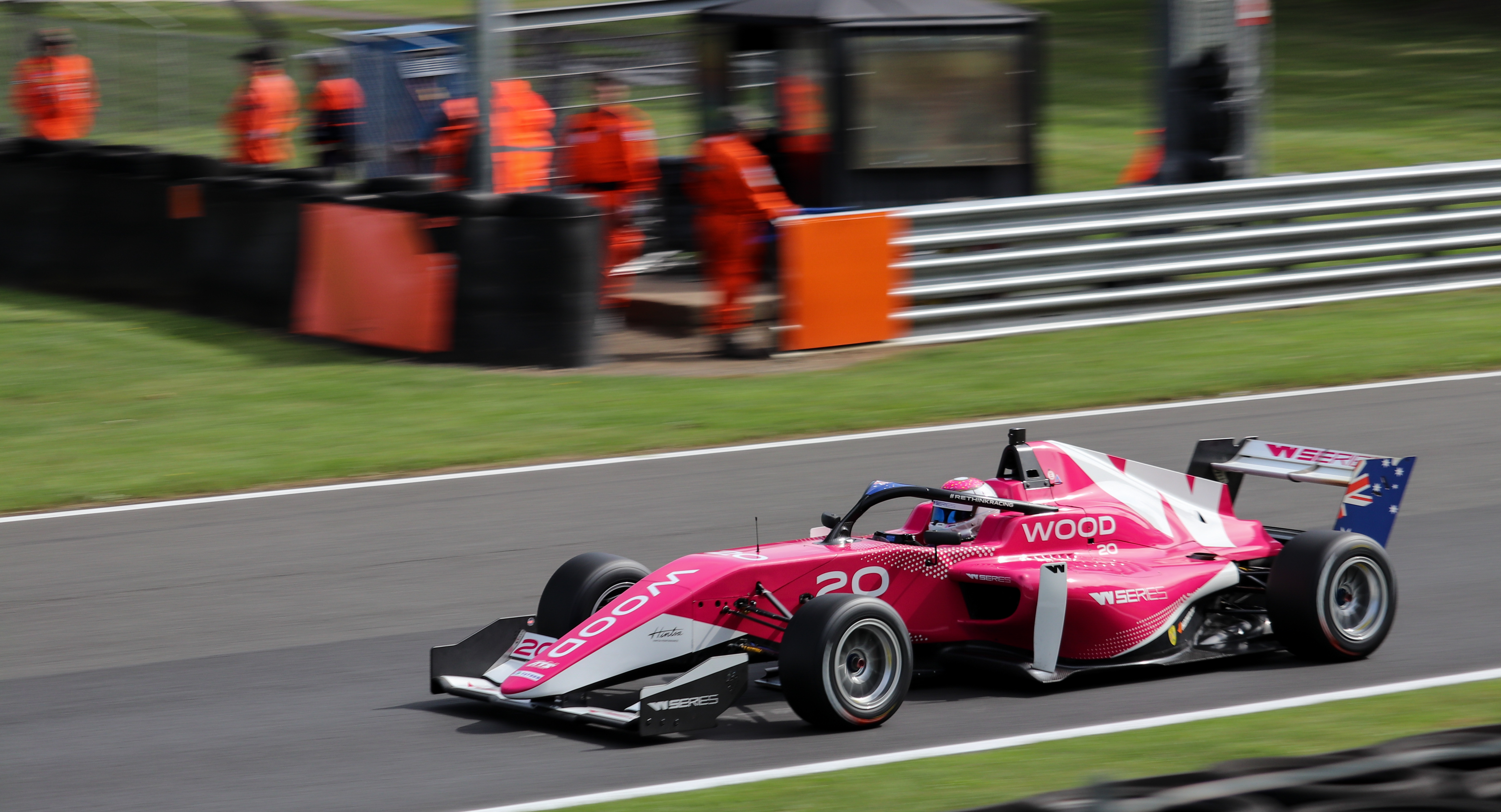
Caitlin Wood 2019 im Formelwagen in der W Series

Caitlin Wood (* 15. Januar 1997 in Maitland) ist eine australische Automobilrennfahrerin.

## Karriere

### Kart- und Formelsport
Caitlin Wood begann 2005 ihre Motorsportlaufbahn im Kartsport und fuhr dort in Australischen Kart-Meisterschaften bis 2012.
2013 wechselte sie in den Formelsport. Von 2013 bis 2015 startete sie in der New South Wales Formel Ford Fiesta Meisterschaft und erreichte 2013 und 2014 mit dem fünften Platz in der Gesamtwertung ihr bestes Ergebnis in der Rennserie. Parallel fuhr sie in dieser Zeit in der Australischen Formel Ford Meisterschaft. Dort erzielte sie 2015 mit dem 11. Rang ihr bestes Gesamtergebnis in der Serie.
In den Jahren 2013 und 2015 trat sie in der Victorian State Circuit Racing Formel Ford Fiesta Meisterschaft und wurde im letzten Jahr 20. in der Gesamtwertung.
2015 startete sie an drei Rennwochenenden in der Australischen Formel-4-Meisterschaft und belegte am Ende den 13. Gesamtplatz.
2019 und 2021 startete sie in der W Series und wurde in der ersten Saison 13. in der Gesamtwertung. 2020 trat sie in der W Series Esports League an, da wegen der COVID-19-Pandemie die W Series 2020 abgesagt wurde und beendete sie mit dem sechsten Platz.

### GT-Motorsport
2016 stieg sie in den GT-Motorsport ein und fuhr mit einem KTM X-Bow GT4 des Teams Reiter Young Stars in der Pro-Wertung der GT4 European Series. Die Saison beendete sie mit dem 17. Rang im Gesamtklassement. Im folgenden Jahr trat sie mit dem Team zu zwei Läufen der GT4 European Series Northern Cup an.
Ebenfalls startete sie mit dem Team Reiter Young Stars in der Saison 2017 mit einem Lamborghini Gallardo R-EX zu vereinzelten Rennen in der Blancpain GT Series Endurance Cup und in der Blancpain GT Series Sprint Cup.
Im Jahr 2018 trat sie für das Team Mtech mit einem Lamborghini Huracán Super Trofeo in der Pro-AM-Wertung der Lamborghini Super Trofeo Europe an.

### Langstreckenrennen
Ihr erstes Langstreckenrennen bestritt Wood 2017 mit einem KTM X-Bow GT4 von Reiter Engineering in einem Rennen zur 24H Series und beendete dies mit dem 16. Platz in der SP3-GT4-Wertung.
2018 und 2019 fuhr sie für das Team M Motorsport in der Klasse C mit einem KTM X-Bow GT4 beim 12-Stunden-Rennen von Bathurst.

## Statistik

### Einzelergebnisse in der W Series
| Jahr | 1   | 2   | 3   | 4   | 5   | 6   | 7   | 8   | Punkte | Rang |
| ---- | --- | --- | --- | --- | --- | --- | --- | --- | ------ | ---- |
| 2019 | HOC | ZOL | MIS | NOR | ASS | BRA |     |     | 11     | 13.  |
| 2019 | 10  | 11  | 14  | 11  | 5   | 11  |     |     | 11     | 13.  |
| 2021 | RBR | RBR | SIL | BUD | SPA | ZAN | AUS | AUS | 11     | 16.  |
| 2021 |     |     |     | 17  | 5   |     | 13  | 10  | 11     | 16.  |